# Bouclier (carte à jouer)
Pour les articles homonymes, voir Bouclier.

Exemple d'enseigne de bouclier.

Le bouclier est une enseigne de cartes à jouer, l'une des quatre enseignes suisses avec le gland, le grelot et la rose.

## Caractéristiques
Comme son nom l'indique, le bouclier est représenté par un bouclier stylisé jaune. Les armoiries diffèrent suivant les jeux.
En allemand, le bouclier est appelé Schilten. Il correspond au pique des enseignes françaises et à la feuille des enseignes allemandes.

## Historique
Le bouclier a pour origine l'enseigne d'épée des enseignes latines.